# Climat de l'oblast de Mourmansk
Le climat de l'oblast de Mourmansk est un climat de  transition entre polaire, tempéré et océanique. 

## Description
L'oblast de mourmansk connaît un climat à la transition entre polaire, tempéré, océanique, il et est plutôt doux, alors que l'oblast se situe pourtant au-delà du cercle polaire arctique. Cela est grâce au courant norvégien, issu de la dérive nord-atlantique, lui-même issu du Gulf Stream, qui réchauffe les eaux de la mer de Barents. Ainsi, le climat du littoral de la mer Blanche est légèrement plus froid que celui de la mer de Barents, bien que la première soit plus au sud que la seconde. Les mers refroidissent le climat en été, mais le réchauffent en hiver. Ce climat doux permet au port de Mourmansk d'être libre de glace toute l'année, malgré sa latitude,,,. La mer de Barents ne gèle pas en hiver, mais la mer Blanche si car elle ne bénéficie que peu du Gulf Stream.
L'oblast de Mourmansk connait des nuits polaires, de la fin novembre à la mi-janvier en moyenne, et des jours polaires de la fin mai à la mi-juillet. À Mourmansk, le jour va du 22 mai au 22 juillet, et la nuit du 29 novembre au 15 janvier. La durée de la journée polaire dans la région varie de 17 jours dans la partie sud à 72 jours dans la partie nord. Seuls quelques villages échappent à cette règle dans l'extrême sud de la péninsule, vers Tetrino. Pendant la nuit, les aurores boréales illuminent le ciel obscur du territoire.

## Saisons
Quatre saisons se succèdent dans l'oblast : le printemps, l'été, l'automne et l'hiver, mais avec des différences importantes dues à la latitude septentrionale du territoire par rapport au reste de la Russie européenne mais aussi par rapport à d'autres régions aux latitudes similaires de Sibérie.
En hiver, les températures moyennes ne descendent pas pendant les mois les plus froids (janvier et février) sous les -9°C sur la côte mourmane, sous les -11°C sur le littoral de la mer Blanche et sous les -13°C dans les terres. Cette saison dure en moyenne d'octobre à avril, avec des vents forts et une humidité élevée. Parfois, les températures peuvent frôler les -40°C, comme en 1985 à Mourmansk avec -39,4°C. Le printemps est court, arrivant en avril et finissant à la fin mai. Pendant cette saison, l'air et la neige se réchauffent, et ce n'est qu'en mai que la fonte rapide des neiges commence. Les sommets peuvent cependant garder encore leur couverture de neige un peu plus longtemps, tandis que la luminosité de plus en plus importante permet aux fleurs de fleurir rapidement. Sur les étendues d'eau, les glaces fondent dès avril. L'été dure environ deux mois et demi, de la mi-juin à la fin août. Même si le soleil de minuit est omniprésent, il ne se lève jamais haut, avec un maximum de 44° en journée. En juillet, le mois le plus chaud, les températures varient de 10 à 14°C dans les terres, et de 9 à 11°C sur les littoraux. Lors de certaines journées, le mercure peut dépasser les 30°C, avec un maximum absolu de 32,9°C à Mourmansk et de 34,5°C à Teriberka. Des gelées peuvent cependant avoir lieu, tandis que les pluies sont très importantes. En septembre, les durées des journées chutent tandis que les premiers flocons apparaissent. L'automne marque le retour de la neige, avec les premiers gels. En octobre, les rivières et lacs voient leurs premières glaces apparaître.

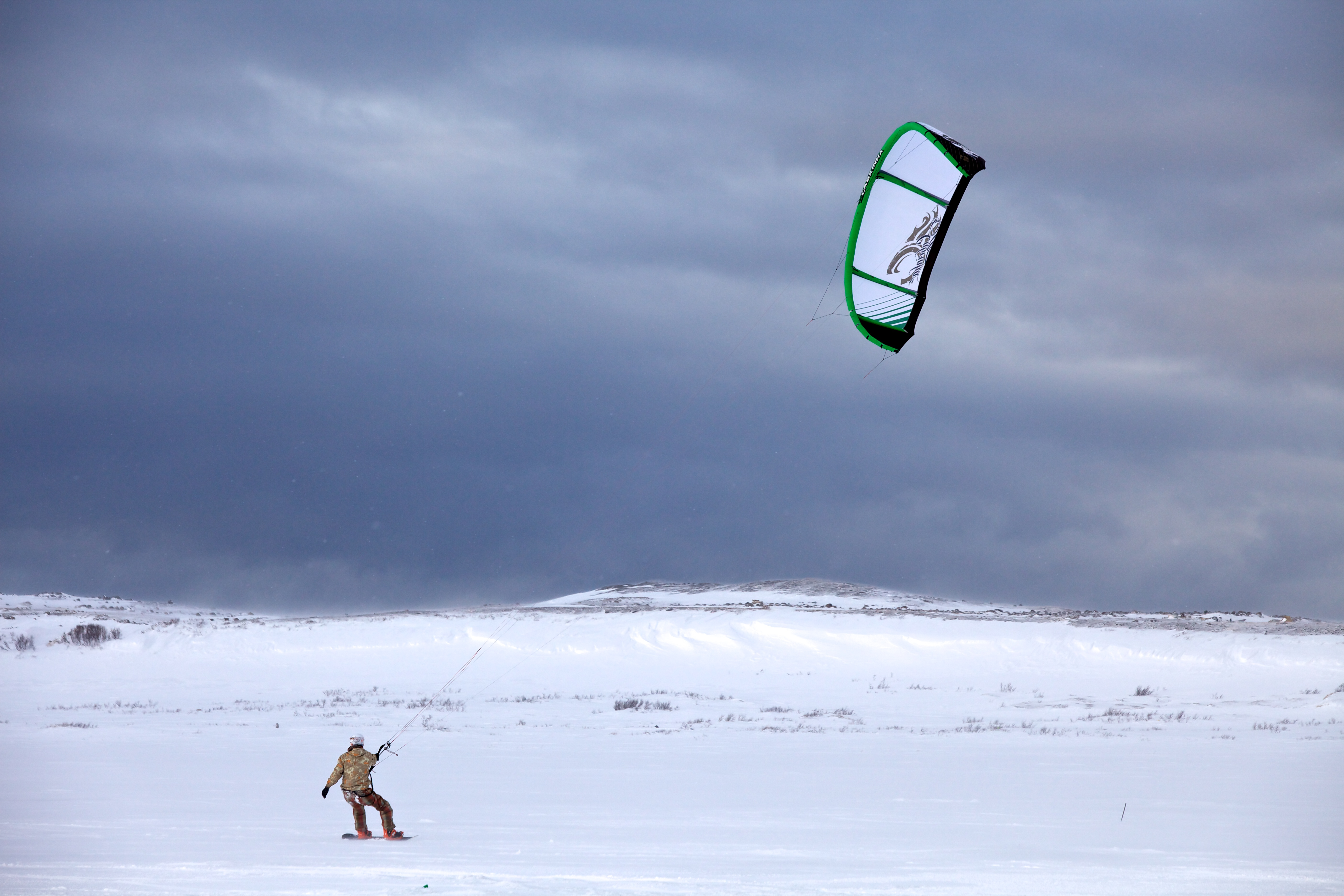
Snowkiteur à Teriberka.

## Pluviométrie
La pluviométrie dans la région est importante dans les terres, avec plus de 1000 mm en montagnes, mais 600 à 700 mm sur la côte mourmane et entre 500 et 600 mm dans le sud du territoire. Les pluies tombent principalement en été, tandis que le printemps et l'automne sont secs. La couverture neigeuse varie de 180 à 200 jours dans les plaines, et de 220 jours ou plus en montagnes. L'épaisseur évolue de 40 cm sur la côte mourmane jusqu'à 80 cm dans le sud du territoire. En hiver, les tempêtes de neige sont fréquentes, tandis que toute l'année des vents balaient les littoraux. En été, 5 à 10 jours d'orages sont observés. En montagnes, les avalanches ne sont pas rares, avec un pic en décembre et en mars-avril,,.

## Changement climatique
Le changement climatique affecte particulièrement la région, l'Arctique se réchauffant plus vite que la moyenne terrestre. Selon le scénario envisagé, les températures en hiver pourraient être d'ici la fin du siècle 3 à 4°C supérieures par rapport aux années 1990, et jusqu'à +7°C selon les scénarios les plus pessimistes. Si la période d'octobre à avril est prise en compte, les températures moyennes de cette période pourraient s'élever de +10°C. La période de dégel va reculer tandis que les fréquences des canicules va augmenter. Début 2022, l'oblast a connu l'hiver le plus chaud de ces 30 dernières années, avec +5,2°C un 24 janvier. Il n'égale cependant pas le record  de 1949, où il était de +7°C.

## Synthèse climatique
| Températures moyennes minimales                                 | −3,8 °C                                        | −5,5 °C                                          | −9,8 °C                                          |
| Températures moyennes                                           | 2,1 °C                                         | 4,1 °C                                           | −3,7 °C                                          |
| Températures moyennes maximales                                 | 9,5 °C                                         | 8,7 °C                                           | 3,4 °C                                           |
| Précipitations moyennes                                         | 724,7 mm                                       | 534 mm                                           | 124 mm                                           |
| Ensoleillement moyen                                            | 2 016 h                                        | 2 896,72 h                                       | 2 811 h                                          |
| Record de températures Minimale / Maximale                      | −48,6 °C (décembre 1938) / 39,6 °C (août 2002) | −48,5 °C (janvier 1940) / 36,5 °C (juillet 1974) | −55,1 °C (janvier 1940) / 33,2 °C (juillet 2004) |
| Source : Pogoda i klimat,, climate-base.ru,, et ru.climate-data |                                                |                                                  |                                                  |

## Climats locaux

### Mourmansk
| Mois                                  | jan.       | fév.       | mars       | avril     | mai        | juin      | jui.      | août      | sep.       | oct.       | nov.       | déc.       | année           |
| ------------------------------------- | ---------- | ---------- | ---------- | --------- | ---------- | --------- | --------- | --------- | ---------- | ---------- | ---------- | ---------- | --------------- |
| Température minimale moyenne (°C)     | −12,7      | −12,3      | −8,2       | −3,3      | 1,5        | 5,9       | 9,6       | 8,3       | 5,1        | −0,3       | −6,2       | −9,6       | −1,9            |
| Température moyenne (°C)              | −9,6       | −9,3       | −5,1       | −0,3      | 4,6        | 9,4       | 13,2      | 11,5      | 7,6        | 1,6        | −4         | −6,8       | 1,1             |
| Température maximale moyenne (°C)     | −6,5       | −6,4       | −1,9       | 2,9       | 8,4        | 13,8      | 17,7      | 15,3      | 10,7       | 3,6        | −1,8       | −4,1       | 4,3             |
| Record de froid (°C) date du record   | −39,4 1985 | −38,6 1966 | −32,6 1966 | −24 1929  | −10,3 1978 | −2,8 1927 | 1,7 1986  | −2 1984   | −10,1 1928 | −21,2 1968 | −32,2 1925 | −34,9 1995 | −39,4 27/1/1999 |
| Record de chaleur (°C) date du record | 7 1949     | 6,6 2004   | 9 1948     | 17,6 2016 | 29,4 2013  | 30,8 1939 | 32,9 1972 | 30,2 2018 | 24,2 1938  | 15 2005    | 9,6 1975   | 7,2 1997   | 32,9 9/7/1972   |
| Ensoleillement (h)                    | 3          | 33         | 122        | 182       | 192        | 228       | 236       | 154       | 89         | 47         | 7          | 0          | 1 293           |
| Précipitations (mm)                   | 34         | 24         | 29         | 29        | 37         | 56        | 66        | 71        | 54         | 56         | 36         | 37         | 529             |
| dont neige (cm)                       | 26         | 28         | 30         | 19        | 2          | 0         | 0         | 0         | 0          | 3          | 11         | 19         | 138             |
| Nombre de jours avec précipitations   | 2          | 2          | 3          | 9         | 18         | 22        | 22        | 22        | 24         | 17         | 5          | 3          | 149             |
| Humidité relative (%)                 | 84         | 83         | 80         | 73        | 72         | 70        | 75        | 79        | 80         | 83         | 86         | 85         | 79              |
| Nombre de jours avec neige            | 27         | 26         | 24         | 19        | 14         | 4         | 0,03      | 0,1       | 2          | 16         | 24         | 27         | 183             |
| Nombre de jours d'orage               | 0          | 0          | 0          | 0         | 0,2        | 1         | 2         | 1         | 0,04       | 0,03       | 0,1        | 0          | 4               |
| Nombre de jours avec brouillard       | 2          | 3          | 3          | 1         | 1          | 1         | 1         | 2         | 3          | 2          | 2          | 2          | 23              |

| Diagramme climatique                                  |             |            |           |          |           |           |           |           |           |            |            |
| J                                                     | F           | M          | A         | M        | J         | J         | A         | S         | O         | N          | D          |
| −6,5−12,734                                           | −6,4−12,324 | −1,9−8,229 | 2,9−3,329 | 8,41,537 | 13,85,956 | 17,79,666 | 15,38,371 | 10,75,154 | 3,6−0,356 | −1,8−6,236 | −4,1−9,637 |
| Moyennes : • Temp. maxi et mini °C • Précipitation mm |             |            |           |          |           |           |           |           |           |            |            |

### Kandalakcha
| Mois                                        | jan.       | fév.       | mars       | avril      | mai       | juin      | jui.      | août      | sep.      | oct.       | nov.       | déc.       | année      |
| ------------------------------------------- | ---------- | ---------- | ---------- | ---------- | --------- | --------- | --------- | --------- | --------- | ---------- | ---------- | ---------- | ---------- |
| Température minimale moyenne (°C)           | −15,8      | −15,4      | −11,1      | −5,1       | 1,1       | 7         | 10,5      | 8,4       | 3,8       | −1,4       | −7,5       | −12        | −3,1       |
| Température moyenne (°C)                    | −11,4      | −10,9      | −6,2       | −0,5       | 5,3       | 11,5      | 14,9      | 12,6      | 7,6       | 1,4        | −4,4       | −8,2       | 1          |
| Température maximale moyenne (°C)           | −7,7       | −6,9       | −1,6       | 3,8        | 9,8       | 16,2      | 19,5      | 16,9      | 11,4      | 4          | −1,9       | −5         | 4,9        |
| Record de froid (°C) date du record         | −43,5 1985 | −41,6 1946 | −34,6 1971 | −27,9 1933 | −15 1971  | −4,5 1916 | 1,8 1917  | −3,6 1980 | −9,7 1968 | −21,8 1968 | −30,4 2002 | −39,5 1919 | −43,5 1985 |
| Record de chaleur (°C) date du record       | 7,5 1971   | 8 1972     | 12,2 2007  | 18,9 1921  | 27,2 1984 | 31,4 1974 | 31,6 1945 | 32 2018   | 22,1 1968 | 14,7 2005  | 11,4 1975  | 8 2007     | 32 2018    |
| Précipitations (mm)                         | 41         | 34         | 30         | 28         | 45        | 56        | 75        | 63        | 56        | 53         | 46         | 44         | 791        |
| dont neige (cm)                             | 42         | 56         | 63         | 41         | 2         | 0         | 0         | 0         | 0         | 1          | 10         | 24         | 239        |
| Record de pluie en 24 h (mm) date du record | 20 1973    | 15 1960    | 17 1961    | 24 2001    | 40 1977   | 48 1966   | 51 1944   | 45 1922   | 37 2004   | 30 1995    | 23 2019    | 24 2017    | 51 1944    |
| Nombre de jours avec précipitations         | 1          | 2          | 3          | 9          | 18        | 18        | 18        | 18        | 19        | 15         | 6          | 3          | 130        |
| Humidité relative (%)                       | 86         | 84         | 81         | 75         | 72        | 69        | 74        | 79        | 84        | 86         | 89         | 87         | 81         |
| Nombre de jours avec neige                  | 24         | 23         | 22         | 15         | 9         | 1         | 0         | 0         | 1         | 11         | 21         | 24         | 151        |
| Nombre de jours d'orage                     | 0          | 0          | 0          | 0          | 1         | 2         | 3         | 2         | 0,3       | 0,03       | 0          | 0          | 8          |
| Nombre de jours avec brouillard             | 1          | 1          | 2          | 2          | 2         | 1         | 2         | 2         | 3         | 2          | 1          | 1          | 20         |

| Diagramme climatique                                  |             |             |           |          |         |            |           |           |         |            |         |
| J                                                     | F           | M           | A         | M        | J       | J          | A         | S         | O       | N          | D       |
| −7,7−15,841                                           | −6,9−15,434 | −1,6−11,130 | 3,8−5,128 | 9,81,145 | 16,2756 | 19,510,575 | 16,98,463 | 11,43,856 | 4−1,453 | −1,9−7,546 | −5−1244 |
| Moyennes : • Temp. maxi et mini °C • Précipitation mm |             |             |           |          |         |            |           |           |         |            |         |